# 靈異故事
靈異故事，又稱鬼故事、鬼话，是一種與靈異事件有關的故事。通常以鬼的名字為其分類，也有以情節內容、故事結構、鬼與人的關係等為依據做分類，当中有以行為命名的鬼。靈異故事口耳相傳，造成另一種流行文化，當中不少亦是著名的都市傳說。靈異故事可以涉及人類與靈體的接觸甚至被附身；又或涉及一些通靈的方法如問覡、碟仙等。由於其戲劇性，靈異故事一直也是電影以及話劇的重要題材。